# VAT (企業)
VAT（ブィエーテー、独: VAT Group AG）は、スイス・ザンクト・ガレン州に本拠を置く、世界最大の真空バルブメーカー。特に半導体製造装置向けの超高真空バルブ分野で高い市場シェアを持つ。スイス証券取引所上場企業（SIX: VACN）。

## 沿革
1965年に、ザンクト・ガレン近郊のFlawilにて、Siegfried Schertlerにより設立され、その後リヒテンシュタインとの国境そばのハーク（Haag）に本社を移した。1988年に半導体製造装置向けの真空バルブの製造を開始、2012年12月、スイスの機器メーカーであるインフィコンから真空バルブ事業を買収した。
2014年2月、投資ファンドのパートナーズ・グループとCapvisがVATを買収して以降、経営規模の拡大を目指した改革が行われた。2016年4月に株式公開企業となった。
アジアでは日本のほか、中国や台湾などにも現地法人を持ち、売上の過半数はアジア地域であり、南北アメリカが次ぐ形となっている。アプライド・マテリアルズ、ラムリサーチ、東京エレクトロンなどが主な顧客となっている。

## 日本法人
1985年2月、スイス法人の日本および極東地域の販売会社として、エス・ケイ・ケイ・パキュウムエンジ二アリンク株式会社として設立、2007年3月に現在の「VAT株式会社」（VAT Co., Ltd）に商号変更した。日本において顧客への技術支援およびソリューション提案、製品の保守・修理ほか業務全般を担う。日本市場においても真空バルブの最大手となっている。本社ならびにサービスセンターを東京（大田区）に置き、国内の複数箇所に営業拠点を開設している。